# Valdecañas de Tajo
Valdecañas de Tajo è un comune spagnolo di 182 abitanti situato nella comunità autonoma dell'Estremadura.